# Dere bivittata
Dere bivittata là một loài bọ cánh cứng trong họ Cerambycidae.